# Taylor Cole

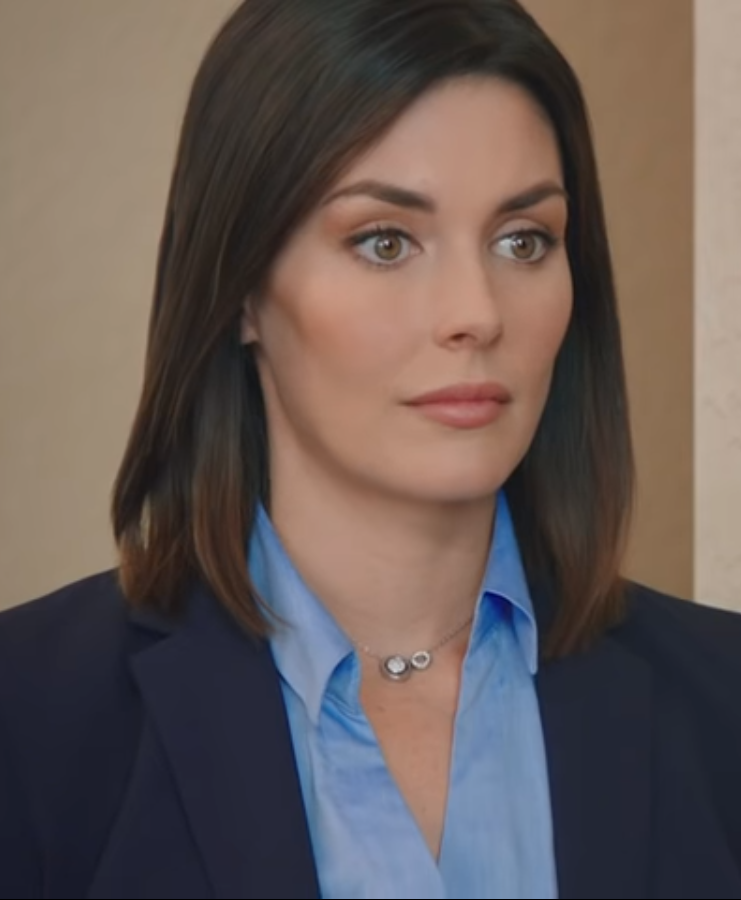
Taylor Cole, 2016

Taylor Quinn Cole (* 29. April 1984 in Arlington, Texas) ist eine US-amerikanische Schauspielerin und ehemaliges Model.

## Karriere
Taylor Cole begann ihre Karriere als Model und bereiste so unterschiedlichste Länder, wie zum Beispiel Italien oder Australien, während sie noch zur Highschool ging.
2004 ergatterte Cole eine Nebenrolle im Pilotfilm der Fernsehserie Summerland Beach. Als der Sender The WB entschied, die Serie zu produzieren, erhielt sie eine der Hauptrollen. In den folgenden Jahren hatte sie auch einige Gastauftritte in anderen Serien wie CSI: Den Tätern auf der Spur, Navy CIS und Supernatural. Im Filmdrama All You’ve Got (2006) spielte sie die Rolle der Kaitlan. Sie trat außerdem in einigen Musikvideos sowie in zahlreichen Werbespots auf. 2008 war sie neben Josh Henderson in dem Horrorfilm April, April – Tote scherzen nicht als Desiree Cartier zu sehen. 2009 spielte sie im Actionfilm Zwölf Runden eine Nebenrolle als Erica Kessen. Von 2010 bis 2011 verkörperte sie die Rolle der Vicky Roberts in der Serie The Event.
Der Schauspieler Shawn Christian ist aus seiner ersten Ehe Coles Stiefvater; in Summerland Beach gehörte er ebenfalls zur Hauptbesetzung. Cole ist seit 2020 mit dem Produzenten Cameron Larson verheiratet.

## Filmografie (Auswahl)
- 2004–2005: Summerland Beach (Summerland, Fernsehserie, 21 Folgen)
- 2006: That Guy (Kurzfilm)
- 2006: All That You’ve Got
- 2006: Numbers – Die Logik des Verbrechens (NUMB3RS, Fernsehserie, Folge 2x13)
- 2006: CSI: Den Tätern auf der Spur (CSI: Crime Scene Investigation, Fernsehserie, Folge 6x12)
- 2006–2012: CSI: Miami (Fernsehserie, 11 Folgen)
- 2006, 2013: Supernatural (Fernsehserie, Folge 1x19, 8x22)
- 2008: Finish Line
- 2008: April, April – Tote scherzen nicht (April Fool’s Day)
- 2008: Loaded
- 2008–2009: Heroes (Fernsehserie, Folge 3x18, 3x19)
- 2009: Cold Case – Kein Opfer ist je vergessen (Cold Case, Fernsehserie, Folge 6x12)
- 2009: Melrose Place (Fernsehserie, Folge 1x02)
- 2009: Surrogates – Mein zweites Ich (Surrogates)
- 2009: Zwölf Runden (12 Rounds)
- 2010: Navy CIS (NCIS, Fernsehserie, Folge 7x19)
- 2010: Von der bösen Art (The Violent Kind)
- 2010–2011: The Event (Fernsehserie, 16 Folgen)
- 2011: The Green Hornet
- 2011: Two and a Half Men (Fernsehserie, Folge 9x08)
- 2012: Hawaii Five-0 (Fernsehserie, Folge 2x23)
- 2012: The Glades (Fernsehserie, 8 Folgen)
- 2012: Melvin Smarty
- 2013: Castle (Fernsehserie, Folge 5x11 Schlechter Einfluss)
- 2013: Sins of the Preacher
- 2014: Dumbbells
- 2014: The Ganzfield Haunting
- 2014: Böses Blut (Bad Blood)
- 2015: Ballers (Fernsehserie, Folge 1x01)
- 2016: Appetite for Love (Fernsehfilm)
- 2016: Swap
- 2016: Below the Surface
- 2016: My Summer Prince (Fernsehfilm)
- 2016: Ein Filmstar zu Weihnachten (Christmas in Homestead, Fernsehfilm)
- 2016–2017: The Originals (Fernsehserie, 11 Folgen)
- 2017: The Art of Us (Fernsehfilm)
- 2017: Christmas Festival of Ice (Fernsehfilm)
- 2017–2018: Salvation (Fernsehserie, 6 Folgen)
- 2018: One Winter Weekend (Fernsehfilm)
- 2018: Falling for You – Ein Kuchen für zwei (Falling for You, Fernsehfilm)
- 2018: 1st Born
- 2019: One Winter Proposal (Fernsehfilm)
- 2019: Ruby Herring Mysteries – Silent Witness (Fernsehfilm)
- 2019: Ruby Herring Mysteries – Her Last Breath (Fernsehfilm)
- 2020: Matching Hearts (Fernsehfilm)
- 2020: Ruby Herring Mysteries – Prediction Murder (Fernsehfilm)
- 2020: Unlocking Christmas (Fernsehfilm)
- 2021: My True Fairytale
- 2021: One Perfect Wedding (Fernsehfilm)
- 2021: South Beach Love (Fernsehfilm)
- 2021: Making Spirits Bright
- 2022: Kürbis-Chaos in der Heimat ("Pumpkin Everything", Fernsehfilm)
- 2022: Long Lost Christmas (Fernsehfilm)
- 2023: Aloha Heart (Fernsehfilm)
- 2024: A Reason for the Season (Fernsehfilm)